# ナヨタケ属
ナヨタケ属（Psathyrella） は、約 400 種からなる大きな属で、Coprinellus、Coprinopsis（ヒメヒトヨタケ属）、Coprinus、Panaeolus（ヒカゲタケ属） などの属に似ており、通常は薄い傘と白または黄白色の中空の茎がある。傘は Coprinellus やヒメヒトヨタケ属のように自己消化しない。また、黒ではなく茶色の胞子を持つものもある。これらの菌類は、多くの場合、地味な色で識別が難しく、すべての菌類は食用には適さない、または価値がない (食用には適さない) と考えられているため、見過ごされがちである。しかし、これらは非常に一般的に存在し、他のキノコがほとんど見られないときに発生することがある。水中で実を結ぶひだのあるキノコの最初の報告は Psathyrella aquatica である。
ナヨタケ属の属名は Psathyra の縮小形で、ギリシャ語の ψαθυρος, (psathuros「砕けやすい」) に由来している。ナヨタケ属のタイプ種は Psathyrella gracilis（ナヨタケ）で、現在は Psathyrella corrugis として知られている。

## 特徴
種を識別するには、傘の内蓋膜の残骸の有無と性質 (非常に若い子実体でのみ見える場合がある)、若い子実体の色 (古い子実体よりも鮮明な場合が多い)、傘が湿性かどうか (湿気のある状態では半透明の茶色または黄土色であるが、乾燥すると完全に不透明な白色になることがある)、胞子のサイズ、および鰓面、鰓縁、柄にある独特の不稔細胞である鬚嚢胞子、莢嚢胞子および鰓嚢胞子の存在と性質を考慮する必要がある。すべてのナヨタケ属の種は異常に壊れやすく、傘と茎の両方がほとんど力を入れずに壊れる。ほとんどのハラタケ属の種とは異なり、ナヨタケ属のキノコの傘は簡単に三角形に割れる。

## おもな種

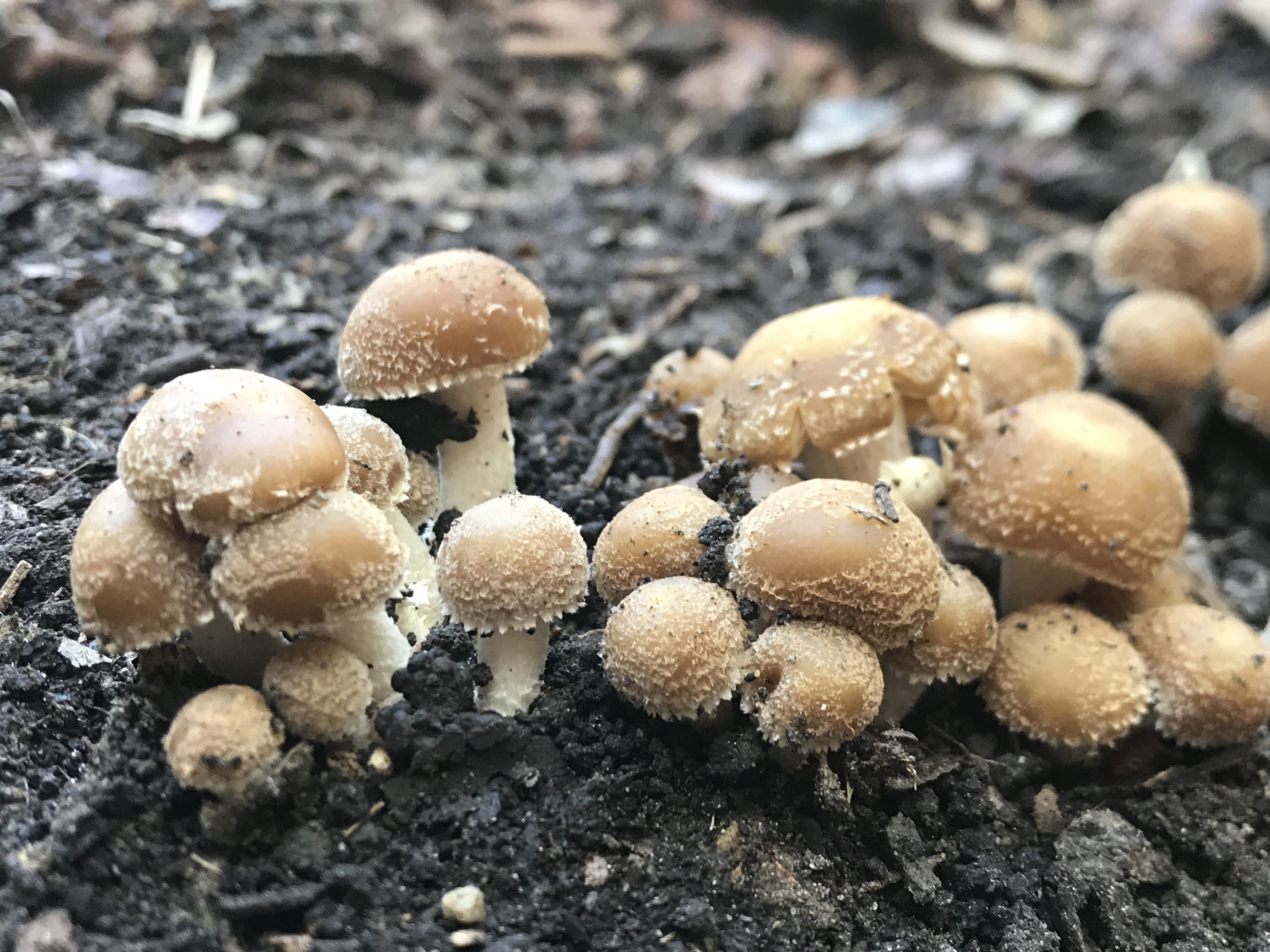
Psathyrella candolleana の子実体

- Psathyrella ammophila (砂丘のような脆性茎)
- Psathyrella aquatica
- Psathyrella bipellis
- Psathyrella candolleana (淡色の脆性茎)
- Psathyrella corrugis（ナヨタケ）(赤縁の脆性茎) (タイプ種、Psathyrella gracilis の古い同義語)
- Psathyrella piluliformis / Psathyrella hydrophila (一般的な切り株のような脆性茎)